# Cavaddu cecu de la minera/Ventu de sciroccu
Cavaddu cecu de la minera/Ventu de sciroccu è l'ottavo singolo di Domenico Modugno, pubblicato nel 1954.

## Tracce
Lato A
1. Cavaddu cecu de la minera (Domenico Modugno)

Lato B
1. Ventu de sciroccu (Domenico Modugno)

## Il disco
Il singolo fu uno dei primi successi di Modugno, entrambe le canzoni sono legate al folklore salentino.

## I brani
La prima canzone parla della tragica storia di un cavallo diventato cieco e che viene spinto a morire sotto un sole rovente dopo il lungo buio della miniera. La canzone fu spesso ripubblicata da Modugno, ed è presente anche nell'antologia Tutto Modugno col titolo italianizzato Il cavallo cieco della miniera.
La seconda canzone parla del vento di scirocco; non fu mai ristampata né reincisa da Modugno.